# Joseph LaShelle
Joseph LaShelle (Los Angeles, 9 luglio 1900 – La Jolla, 20 agosto 1989) è stato un direttore della fotografia statunitense.
Vinse l'Oscar alla migliore fotografia nel 1945 per il film Vertigine.

## Filmografia
- Vertigine (Laura), regia di Otto Preminger (1944)
- Nelle tenebre della metropoli (Hangover Square), regia di John Brahm (1945)
- Un angelo è caduto (Fallen Angel), regia di Otto Preminger (1945)
- Doll Face, regia di Lewis Seiler (1945)
- La vita è nostra (Claudia and David) di Walter Lang  (1946)
- Schiavo del passato (The Late George Apley), regia di Joseph L. Mankiewicz (1947)
- L'isola del desiderio (The Luck of the Irish), regia di Henry Koster (1948)
- Le due suore (Come to the Stable), regia di Henry Koster (1949)
- Il ventaglio (The Fan), regia di Otto Preminger (1949)
- Sui marciapiedi (Where the Sidewalk Ends) regia di Otto Preminger (1950)
- La fortuna si diverte (The Jackpot), regia di Walter Lang (1950)
- L'imprendibile signor 880 (Mister 880), regia di Edmund Goulding (1950)
- I miserabili (Les misérables), regia di Lewis Milestone (1952)
- Mia cugina Rachele (My Cousin Rachel), regia di Henry Koster (1952)
- La magnifica preda (River of No Return), regia di Otto Preminger (1954)
- Marty, vita di un timido (Marty), regia di Delbert Mann (1955)
- La notte dello scapolo (The Bachelor Party), regia di Delbert Mann (1957)
- Delitto senza scampo (Crime of Passion), regia di Gerd Oswald (1957)
- La lunga estate calda (The Long, Hot Summer), regia di Martin Ritt (1958)
- Il prezzo del successo (Career), regia di Joseph Anthony (1959)
- L'appartamento (The Apartment), regia di Billy Wilder (1960)
- La conquista del West (How the West Was Won), regia di John Ford, Henry Hathaway, George Marshall e Richard Thorpe (1962)
- Irma la dolce (Irma la Douce), regia di Billy Wilder (1963)
- Baciami, stupido (Kiss Me, Stupid), regia di Billy Wilder (1964)
- Non per soldi... ma per denaro (The Fortune Cookie), regia di Billy Wilder (1966)
- La caccia (The Chase), regia di Arthur Penn (1966)